# Guam i olympiska sommarspelen 1996
Guam deltog i de olympiska sommarspelen 1996 med en trupp bestående av tre deltagare, men ingen av landets deltagare erövrade någon medalj.

## Friidrott
Damernas maraton
- Marie Benito → 65:e plats (3:27.28)